# Paolo Moretti (programmateur cinéma)
Paolo Moretti est un programmateur italien de festivals de cinéma, délégué général de la Quinzaine des réalisateurs au Festival de Cannes entre 2018 et 2022, directeur du département cinéma de l'ECAL à Lausanne et directeur des Cinémas du Grütli à Genève.

## Biographie
Après des études de lettres modernes, depuis 2001, il a travaillé pour plusieurs festivals et institutions cinématographiques en Europe, dont le Centre Pompidou à Paris, la Filmoteca Española à Madrid, le Festival international du film de Leeds (Royaume-Uni), la Cinémathèque Portugaise à Lisbonne, le festival One World à Prague et Cinéma du Réel à Paris.  
De 2008 à 2011, il a été adjoint du directeur et conseiller de programmation de la Mostra de Venise, notamment concernant la section Orizzonti. Programmateur en 2012 et 2013 pour le Festival du film de Rome pour la section CinemaXXI, entre 2012 et 2018 il est membre des comités de sélection du festival FIDMarseille et du festival Visions du Réel (Nyon). Il est le producteur associé du film indépendant américain L for Leisure, de Lev Kalman et Whitney Horn, qui a été présenté au Festival international du film de Rotterdam en 2014. Entre 2014 et février 2020 il est délégué général du Festival international du film de La Roche-sur-Yon et directeur du cinéma Le Concorde de cette ville,,,. Le 2 mars 2018 il est nommé délégué général de la Quinzaine des réalisateurs. Il prit ses fonctions en novembre 2018 et assura la sélection de la Quinzaine pour les éditions 2019, 2021 et 2022 du Festival de Cannes. En novembre 2019 il est nommé directeur des Cinémas du Grütli à Genève. En juillet 2022 il est nommé directeur du département cinéma de l'ECAL.

## Réception
Le journal Le Monde souligne : 
« Avec des invités plus français, plus identifiables par le grand public (Vincent Lindon et Noémie Lvovsky en 2015, Bruno Podalydès cette année…), ce quadragénaire italien, qui fut longtemps assistant du grand programmateur Marco Müller, tire la manifestation vers une idée plus populaire du cinéma, sans renoncer à une belle exigence qui s’exprime à travers la vaste sélection de films inédits qu’il propose, devenue le véritable poumon du festival ».
« L’Italien, qui peut s’enorgueillir d’un parcours exemplaire sur la carte de la cinéphilie européenne, devient délégué général de la sélection parallèle » 
« Du côté de la Quinzaine des réalisateurs aussi, on innove. Paolo Moretti, qui succède à Edouard Waintrop au poste de délégué général, a dévoilé une sélection où ne figurent pas moins de seize longs-métrages tournés par des réalisateurs qui feront leurs premiers pas à Cannes. Avec Le Daim, de Quentin Dupieux, en ouverture, et Yves, de Benoît Forgeard, pour la clôture, l’Italien a fait de l’excentricité et de l’irrévérence les deux bornes de son nouveau magistère. »
« Soulignée dès l’annonce du programme à Paris, la tendance excentrique de la section parallèle s’est pleinement confirmée à Cannes, renouant ainsi avec une vocation à l’expérimentation, au risque, à l’exploration des formes qui fait partie de l’ADN de la manifestation. [...] Le ratio général de l’ensemble de la sélection plaide, quant à lui, largement en faveur du nouveau délégué général, Paolo Moretti, et de son comité de sélection. Cette Quinzaine a été en effet une indéniable réussite »
Pour les Cahiers du cinéma : « Sa riche carrière de programmateur l'a mené de Venise où il sélectionnait les films pour la section Orizzonti, à la Cinémathèque Portugaise en passant par le FID de Marseille, Rome, Nyon et encore d'autres festival internationaux. À 38 ans, Paolo Moretti vient de s'installer en Vendée où il dirige désormais le Festival de La Roche-sur-Yon et la salle d'art et d'essai Le Concorde ».
Pour le journal Libération : « L’Italien âgé de 43 ans, né à Brescia dans un environnement ouvrier, succède à Edouard Waintrop (sept éditions en poste), fort d’un imposant parcours de programmateur, édifié entre le centre Pompidou, la Mostra de Venise, les cinémathèques lisboètes et madrilènes, et des festivals tels que Rome, Marseille ou Nyon - depuis cinq ans, il préside aussi à celui de La Roche-sur-Yon, en Vendée, et sa salle de cinéma art et essai. ».